# Бій біля островів Санта-Крус
Бій біля островів Санта-Крус (яп. 南太平洋海戦, англ. Battle of the Santa Cruz Islands) — морський бій між японською та американськими ескадрами, який відбувся 26 жовтня 1942 року біля островів Санта-Крус архіпелагу Соломонових островів.
В японських джерелах цей бій відоміший як Південнотихоокеанський бій (яп. 南太平洋海戦).
Це четвертий бій авіаносців в Битві за Тихий океан під час Другої світової війни та четвертий основний морський бій між ВМС США та Імперським флотом Японії під час тривалої і стратегічно важливої Битви за Гуадалканал.
Як і в битвах в Кораловому морі, за Мідвей та в Другому бою біля Соломонових островів, кораблі супротивників перебували поза межами прямої видимості. Практично всі атаки з обох сторін велися за допомогою палубної та базової авіації.
У наземному наступі на Гуадалканал, відомому як Битва за Гуадалканал, японці зазнали невдачі. Тим не менше, кораблі та літаки супротивників зустрілися в битві на північ від островів Санта-Крус вранці 26 жовтня 1942 року. Після обміну ударами палубної авіації кораблі союзників були змушені залишити район бойових дій. Один з двох авіаносців був потоплений, а інший сильно пошкоджений.
Поле битви залишилося за японським ВМФ, який поплатився за перемогу серйозними ушкодженнями двох із чотирьох авіаносців та великими непоправними втратами в палубній авіації та екіпажах літаків. Незважаючи на тактичну перемогу, японські армія та флот не змогли виконати своє основне завдання із захоплення Гуадалканалу, остаточно втратили стратегічну ініціативу і перейшли до оборони.
Ця перемога стала останньою для авіаносців Імперського військово-морського флоту у ході Другої світової війни.

## Контекст
7 серпня 1942 року в американські союзні сили висадилися на Гуадалканалі, Тулагі, Флоридських островах та Соломонових островах. Висадки на цих островах повинні були заважати японцям використовувати їх для загрози маршрутам постачання між США та Австралією. Їх контроль також може бути використаний для ізоляції великої японської бази Рабаулу та відігравати роль підтримки в кампанії Нової Гвінеї. Висадки ознаменували початок битви за Гуадалканал, яка тривала майже півроку.
Після битви при Східних Соломонових островах, під час якого авіаносець «Ентерпрайз» був сильно пошкоджений і залишався на ремонті протягом місяця в Перл-Гарборі на Гаваях, лише три американські аеронавальні групи залишилися на Тихоокеанському півдні. Останні складались з авіаносців «Восп», «Саратога» та «Хорнет», їхньої палубної авіації та кораблів підтримки, таких як лінкори, крейсери та есмінці, які розміщувались між Соломоновими островами та Новими Гебридами. Таким чином, авіаносці могли захистити лінії постачання та комунікацій між основними базами союзників у Новій Каледонії та Еспіріту Санто, підтримуючи наземні війська в Гуадалканалі та Тулагі, та знищити японські кораблі та окремі авіаносці, які проходили поблизу.
Океанський регіон, в якому працювали американські аеронавальні групи, американські моряки називали «перехрестям торпед» через високу концентрацію японських підводних човнів. 31 серпня «Саратога» був торпедований підводним човном I-26 і вибув зі строю на три місяці. 14 вересня «Восп» був пошкоджений трьома торпедами, вистріленими підводним човном I-19 під час супроводу важливих запасів союзників до Гуадалканалу та майже наткнувся на японські авіаносці «Сьокаку» та «Дзуйкаку», які відійшли перед тим, як два флоти були поблизу. Без електроенергії екіпаж «Восп» не встиг локалізувати пожежі, і корабель був покинутий, а потім потоплений.
Навіть маючи лише один оперативний авіаносець «Хорнет» у Південному Тихому океані, союзники зберегли повітряну перевагу на півдні Соломонових островів завдяки авіабазі Гендерсон-Філд (Гуадалканал). Тим не менш, обладнання цієї бази не могло діяти вночі, і тому японці могли плавати біля Гуадалканалу майже без протистояння за сприяння темряви. Таким чином, військова ситуація на острові була заблокована союзниками, що транспортують підкріплення та запаси протягом дня, і японці робили те саме протягом ночі «Токійським експресом». Таким чином жодна із сторін не мала переваги. У середині жовтня два супротивники мали майже однакову кількість військ на острові. Цей глухий кут був перерваний двома морськими сутичками. Вночі від 11 по 12 жовтня американська флотилія перехопила японську ескадрилью на шляху до бомбардування авіабази Гуадалканалу під час битви при мисі Надії. Через дві ночі ще один японський флот, що включав лінійні кораблі «Харуна» та «Конґо», зумів бомбардувати аеродром та знищити більшість установок та пристроїв. Хоча він залишався частково функціонуючим, на ремонт та заміну зруйнованих пристроїв знадобилося кілька тижнів.
У той же час США відправили на ремонт «Ентерпрайз», щоб він міг якнайшвидше досягти Південного Тихого океану. Авіаносець отримав свої нові апарати і 10 жовтня і вийшов в море, 23 жовтня він приєднався до «Хорнета» та решти військово-морських сил союзників у Південному Тихому океані 500 км на північний схід від Espiritu Santo.
18 жовтня адмірал Честер Німіц, головнокомандувач союзних сил на Тихому океані, замінив віце-адмірала Роберта Ґормлі на віце-адмірала Вільяма Голсі на посаді командувача південної Тихоокеанської зони, яка включала союзні сили, що діяли на Соломонових островах. Німіц вважав, що Ґормлі став занадто песимістичним, щоб очолити союзні сили, поки Голсі славився своїм бойовим характером. Голсі негайно почав планувати операцію проти японських військово-морських сил.
Японський об'єднаний флот також прагнув зіткнутися з союзними силами, тому що він сподівався, що це буде вирішальною битвою. Два авіаносці флоту, «Хійо» та «Дзюнйо» та легкий авіаносець «Дзуйхо» прибули з Японії у велику японську базу Трук на початку жовтня та приєдналися до авіаносців «Сьокаку» та «Дзуйкаку». Маючи п'ять авіаносців та їх численні кораблі підтримки, японський комбінований флот, яким командував адмірал Ямамото Ісороку, повинен був компенсувати поразку при Мідвеї. Окрім кількох повітряних атак проти Гендерсон-Філд протягом жовтня, японські військово-морські сили залишалися подалі від сутичок на Гуадалканалі на північному заході Соломонових островів, очікуючи на можливість потопити американські авіаносці. Під час важливого наземного наступу японської армії на острові, запланованого на 20 жовтня, Ямамото розташувався на південь, щоб підтримати напад і бути готовим атакувати союзні кораблі, які розгортаються на підтримку атакованих військ. Японці вважали, що американські військово-морські сили, ймовірно, були на Соломонових островах, оскільки вони прочитали звіт агентства United Press від 20 жовтня, що свідчив про те, що ВМС США готуються до великого аеронавального протистояння на півдні Тихого океану.

## Прелюдія

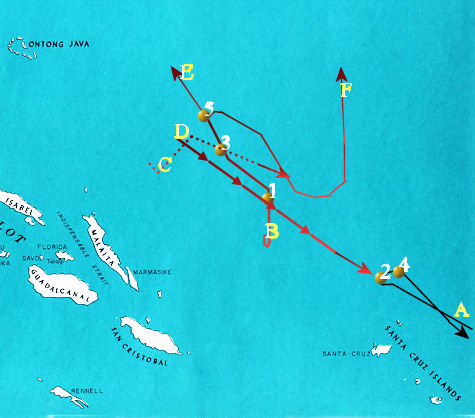
Карта битви на островах Санта-Крус 26 жовтня 1942 р. Червоні лінії представляють японські та чорні лінії, американські авіаносці. Жовті точки вказують на розташування основних сутичок

У період з 20 по 25 жовтня японські сухопутні сили на Гуадалканалі намагалися захопити Гендерсон-Філд, але вони були відкинуті американськими військами, зазнавши тяжких втрат під час битви при Гендерсон-Філд. Очевидно, вважаючи, що японці захопили аеродром, японська флотилія наблизилася до Гуадалканалу вранці 25 жовтня, щоб підтримати наступ. Літаки Хендерсон Філд протягом усього дня нападали на конвой, затопили легкий крейсер «Юра» і пошкодили есмінець «Акідзукі».
Незважаючи на невдачу японського наземного наступу та втрату «Юри», решта комбінованого флоту продовжувала маневрувати на півдні Соломонових островів 25 жовтня в пошуках американських кораблів. Японський флот включав чотири авіаносці, оскільки випадкова пожежа змусила «Хійо» повернутися на Трук для ремонту. Японські сили були розділені на три групи: «просунута» сила, що складалася з «Дзюнйо», двох лінкорів, чотирьох важких крейсерів, легкого крейсера та десяти есмінців, була під командуванням віце-адмірала Нобутаке Кондо на борту важкого крейсера «Атаго»; «головний корпус» складався з авіаносців «Сьокаку», «Дзуйкаку» та «Дзуйхо» з важким крейсером та вісьмома есмінцями, і нею командував віце-адмірал Тюїті Наґумо на борту «Сьокаку»; сила «авангарду» включала два лінкори, три важкі крейсери, легкий крейсер та сім есмінців під командуванням контр-адмірала Хіроакі Абе на борту «Хіей». Окрім командування «просунутою» сили, Кондо також був вищим командиром трьох сил.
З американської сторони контр-адмірал Томас Кінкайд та аеронавальні групи «Хорнета» та «Ентерпрайза» патрулювали острови Санта-Крусо вранці 25 жовтня в пошуку японських кораблів. Американські кораблі були розгорнуті у двох флотах, зосереджених навколо двох авіаносців та розділені приблизно на 15 км. Американські сили складалися з двох авіаносців, лінійного корабля «Саут Дакота», шести крейсерів, «Портленд», «Сан-Хуан», «Нортгемптон», «Пенсакола», «Сан-Дієго» та «Джуно», а також 14 есмінців. Гідролітак PBY Catalina, що базується на островах Санта-Крус, локалізував головний японський флот о 11:03 ранку, але він був приблизно в 650 км від американських кораблів, поза межами бортової авіації. Кінкайд, сподіваючись, що зможе розпочати атаку протягом дня, встановив курс на повній швидкості на японський флот, а 23 літаки злетіли о 14:25. Тим не менш, японці, знаючи, що їх помітили американські ksnfrb та ігноруючи місцезнаходження американського флоту, взяли курс на північ поза межами американської палубної авіації. Таким чином, американські літаки не знайшли японські кораблі та повернулися до своїх авіаносців.

## Битва

### Перші повітряні атаки
О 2:50 ранку 26 жовтня японські військово-морські сили повернули назад, і два флоти зблизилися, поки приблизно о 5 ранку вони не були на відстані приблизно 230 миль (370 км). Обидві сторони запустили свої літаки-розвідники та підготували свої штурмовики, щоб мати можливість атакувати, як тільки флот противника буде помічений. Хоча оснащена радаром «Каталіна» помітила японські авіаносці о 3:10 ранку, Кінкейд отримав це повідомлення лише о 5:12 ранку. Тому, враховуючи, що японські кораблі змінили позиції протягом двох годин, американський адмірал вирішив залишити літаки у резерві до отримання більш точної інформації.
О 6:45 ранку американський літак-розвідник помітив авіаносці основного флоту Наґумо. О 06:58 японський літак-розвідник помітив оперативну групу «Хорнета». Обидві сторони кинулися пускати літаки, щоб першими завдати удару по супротивному флоту. Японці були першими та підняли 64 літаки, включаючи 21 пікіруючий бомбардувальник Aichi D3A2, 20 бомбардувальників-торпедоносців Nakajima B5N2, 21 винищувач Mitsubishi A6M3 Zero та два командні літаки Nakajima B5N2, які вирушили до «Хорнета» о 7:40. Також о 07:40 , два літаки-розвідники SBD-3 Dauntless наблизилися до місця, де були помічені японські авіаносці, і пікірували на «Дзуйхо». Японські захисні винищувачі були зайняті переслідуванням інших американських літаків-розвідників, двом літакам вдалося скинути свої бомби, які серйозно пошкодили польотну палубу, і авіаносець не зміг прийняти свої літаки.
У той же час Кондо наказав авангарду Абе кинутися вперед, щоб спробувати вразити американські кораблі з гармат. Кондо також вирішив висунути свої передові сили вперед на повній швидкості, щоб літаки «Дзюнйо» могли взяти участь в атаці. О 8:10 ранку «Сьокаку» запустив другу хвилю з 19 пікіруючими бомбардувальниками та 8 Zero, а «Дзуйкаку» підняв 16 торпедоносців о 8:40 ранку. Таким чином, о 9:10 ранку японці мали 110 літаків, що летіли до американських авіаносців.
Американські літаки вилетіли через 20 хвилин після японських. Вважаючи, що швидка атака важливіша за групову, американська авіація сформувала невеликі групи і попрямувала до японських кораблів. Перша ескадрилья, що злетіла з «Хорнета», включала 15 пікіруючих бомбардувальників SBD, шість торпедоносців TBF-1 Avenger, 8 винищувачів F4F-4 Wildcat і вирушила о 08:00. Друга група з трьох SBD, семи TBF і восьми Wildcat з «Ентерпрайза» вилетіла о 08:10. Третя група з дев'яти SBD, восьми TBF і семи Wildcat з «Хорнета» вирушила в 08:20.
О 8 годині 40 хвилин два повітряних з'єднання супротивників пройшли впритул. Дев'ять Zero із «Дзуйхо» атакували групу «Ентерпрайз». Під час протистояння чотири Zero, три Wildcat і два TBF були збиті, а два інших TBF і один Wildcat були серйозно пошкоджені та повернуті назад.
О 08:50 перше американське формування «Хорнета» помітило чотири кораблі передових сил Абе. Не зупиняючись, американська авіація виявила японські авіаносці і підготувалася до атаки. Три Zeros із «Дзуйхо» напали на Wildcat у строю та відвели їх від бомбардувальників, які вони мали захищати. Тому пікіруючі бомбардувальники першої групи почали атаку без супроводу. Двадцять Zero, яким доручено захищати авіаносці, вступили в бій з формуванням SBD і збили чотири з них. Решта одинадцять SBD пікірували на «Сьокаку» о 09:27 і від трьох до шести бомб влучили в корабель, серйозно пошкодивши польотну палубу та завдавши значних пошкоджень нижнім палубам. Останній SBD з'єднання розбомбив японський есмінець Терудзукі, який отримав легкі пошкодження. Шість TBF першої ударної групи залишилися позаду інших літаків, не помітили японських авіаносців і повернулися до своєї авіаносної групи. На зворотному шляху вони атакували важкий крейсер «Тон», але жодна торпеда не влучила в ціль.
TBF другої ударної групи з «Ентерпрайза» не змогли знайти японські авіаносці і атакували важкий крейсер Suzuya з авангарду Абе, але не завдавши шкоди. Майже в той же час третя американська ескадра «Хорнета» помітила кораблі Абе і атакувала важкий крейсер «Тікума». У корабель влучили дві 1000-фунтові (454 кг) бомби і його було серйозно пошкоджено. Невдовзі після цього прибули три SBD з «Ентерпрайза», і «Тікума» знову був пошкоджений прямим ударом і вибухом двох бомб, розташованих поблизу. Нарешті, вісім TBF третьої групи бомбардували палаючий «Тікума», який знову був вражений бомбою. Крейсер у супроводі двох есмінців покинув район і попрямував на ремонт у Трук.
О 08:30 американські авіаносці дізналися від своїх ескадрилій, що були на шляху, що японська бомбардувальна група просувається в їх напрямку. Командир японської ескадрильї помітив авіаносну групу «Хорнета» (група «Ентерпрайза» була прихована шквалом) і розгорнув свої літаки для атаки. О 8:55 ранку радари авіаносців виявили літаки, що наближалися, на відстані близько 40 миль (65 км) і скерували 37 літаків Wildcat, які їх супроводжували, атакувати їх. Проблеми зі зв'язком, помилки диспетчерів польотів і примітивні процедури, однак, завадили всім винищувачам атакувати японські літаки, перш ніж вони почали діяти проти «Хорнета». Незважаючи на те, що кілька японських бомбардувальників було збито, більшість із них почали атаку без опору.
О 9:09 ранку зенітні гармати «Хорнета» і його кораблів супроводу відкрили вогонь, коли двадцять торпедоносців і шістнадцять пікіруючих бомбардувальників почали атаку на авіаносець. О 9:12 250-кг бомба впала посеред польотної палуби та пробила три палуби, перш ніж вибухнути, убивши шістдесят людей. Через кілька хвилин 242-кілограмова бомба влучила в польотну палубу, утворивши діру діаметром 3,4 м і вбивши тридцять чоловік. Приблизно через хвилину третя бомба впала поблизу місця падіння першої бомби, пробила три палуби перед тим, як вибухнути, завдавши великої шкоди, але не спричинивши жодних жертв. О 09:14 пікіруючий бомбардувальник був уражений зенітним снарядом прямо над «Хорнетом». Пошкоджений літак врізався у трубу авіаносця і розніс палаюче паливо по всій острівній надбудові.
У момент атаки пікіруючих бомбардувальників торпедоносці також наблизилися до «Хорнета» з двох сторін. Незважаючи на сильний вогонь протиповітряної оборони, який знищив кілька літаків, авіаносець був уражений двома торпедами між 9:13 ранку та 9:17 ранку, які знищили рушійну установку корабля. Коли «Хорнет» зупинився, пошкоджений японський пікіруючий бомбардувальник навмисно врізався в борт авіаносця, що спричинило пожежу біля головного паливного баку літака. О 9:20 ранку, коли останній японський літак залишив територію, «Хорнет» був знерухомлений і підпалений. 25 японських літаків і шість американських літаків було знищено під час цієї першої атаки на «Хорнет».
Близько 10:00 за допомогою водометів трьох есмінців пожежі на авіаносці були ліквідовані. Поранених евакуювали, а крейсер «Нортгемтон» почав буксирувати корабель із зони бойових дій. Однак встановлення буксирного троса зайняло деякий час, і наближалися нові японські літаки.

### Американський відступ
Починаючи з 09:30 «Ентерпрайз» прийняв з повітря більшість пошкоджених винищувачів і винищувачів, в яких закінчувалося пальне, а також літаків-розвідників з обох авіаносців. Однак через те, що його палуба була перевантажена літаками та наближалася друга хвиля японської атаки, «Ентерпрайз» припинив посадку о 10:00 ранку. Літаки, в яких закінчилося паливо, були змушені приземлитися в морі, а есмінці підібрали пілотів. Один із цих літаків, TBF з «Ентерпрайз», пошкоджений під час протистояння з Zeros, приземлився біля есмінця «Портер». Коли корабель рятував екіпаж літака, торпеда літака спрацювала і почала обертатися, перш ніж вразити «Портер», убивши 15 моряків. Пошкодження були дуже значними, і судно було евакуйовано есмінцем «Шоу», який потім знищив «Портер» гарматою.
Коли японські літаки першої хвилі почали повертатися до свого флоту після атаки на «Хорнет», один із них помітив «Ентерпрайз» і передав його позицію. Друга японська хвиля, враховуючи, що «Хорнет» тонув, скерувала свою атаку на другу авіаносну бойову групу о 10:08 ранку. Знову американські літаки повітряного прикриття мали труднощі з перехопленням японських літаків і знищили лише два з 19 пікіруючих бомбардувальників перед початком атаки. Незважаючи на напружену протиповітряну оборону, дві 250-кілограмові бомби влучили в корабель, а ще одна впала поруч. Пошкодження були значними, підйомник авіаносця застряг у високому положенні. Під час цієї атаки було знищено 12 з 19 бомбардувальників.
Через двадцять хвилин шістнадцять торпедоносців «Дзуйкаку» прибули на місце і розділилися на дві групи. На одну з цих груп напали два літаки Wildcat, які знищили три літаки та пошкодили четвертий. Загорівшись, останній навмисно врізався в есмінець «Сміт», убивши 57 моряків і спричинивши пожежу. Есмінець пройшов слідом за лінкором «Саут Дакота», щоб допомогти загасити пожежі, а потім повернувся на позицію та вистрілив із решти гармат по торпедоносцях, які продовжували атаку.
Інші торпедоносці атакували «Ентерпрайз», «Саут Дакота» та крейсер «Портленд», але всі їхні торпеди не потрапили в ціль або не вибухнули. Зіткнення закінчилося о 10:53 ранку, і дев'ять із шістнадцяти японських торпедоносців були збиті. Після приборкання більшості пожеж «Ентерпрайз» відновив посадку об 11:15 ранку, щоб забрати літаки, які поверталися після атаки на японські кораблі. Однак лише кілька літаків приземлилися до того, як нова японська хвиля перервала операції.
Між 9:05 і 9:14 ранку «Дзюнйо» прибув на відстань 320 миль (520 км) від американських авіаносців і випустив 17 пікіруючих бомбардувальників і 12 Zero. Об 11:21 ці літаки пікірували на «Ентерпрайз». Бомба впала поблизу корабля і завдала додаткових пошкоджень, тоді як «Саут Дакота» і крейсер «Сан-Хуан» також були атаковані і отримали помірні пошкодження. Під час атаки було збито 11 із 17 японських пікіруючих бомбардувальників.
Об 11:35 Кінкейд вирішив вивести «Ентерпрайз» та його кораблі супроводу з поля бою, оскільки він був серйозно пошкоджений, а «Хорнет» вийшов з ладу; крім того, він припустив (правильно), що японці все ще мали один або два неушкоджених авіаносця в цьому районі. Він наказав якнайшвидше зробити те саме групі «Хорнета». Між 11:39 ранку та 13:32 дня «Ентерпрайз» прийняв 57 із 73 американських літаків у польоті, коли він залишив зону протистояння. Інші літаки приводнилися, а їхні екіпажі були врятовані кораблями супроводу.
Між 11:40 ранку та 14:00 «Дзуйкаку» та «Дзюнйо» прийняли кілька літаків, що поверталися після атак, і підготувалися до зльоту нових хвиль. Офіцер посадки «Дзюнйо» описав повернення літаків першої хвилі:

"Ми з побоюванням оглядали небо. У повітрі було лише кілька літаків порівняно з тією кількістю, яка злетіла кілька годин тому… Літаки хиталися і хиталися на палубі, кожен винищувач і бомбардувальник був пронизаний дірами… Пілоти намагалися вийти зі своїх тісних кабін, говорили про неймовірне протистояння, про небо, засипане осколками зенітних снарядів і трасуючими кулями. Єдиний лідер ескадрильї «Дзюнйо», який повернувся, здавався «настільки приголомшеним, що іноді не міг говорити зв'язно
».

О 13:00 передові сили Кондо та авангард Абе зібралися, щоб наступати прямо на останню відому позицію американських авіаносців і спробувати вразити їх гарматним вогнем. «Дзуйхо» та «Сьокаку» пішли з поля бою, а Наґумо залишив контр-адмірала Какудзі Какуту відповідальним за «Дзуйкаку» та «Дзюнйо». О 13:06 «Дзюнйо» запустив свою другу хвилю з семи бомбардувальників-торпедоносців і восьми Zero, тоді як «Дзуйкаку» запустив третю хвилю з семи бомбардувальників-торпедоносців, двох пікіруючих бомбардувальників і п'яти Zero. О 15:35 «Дзюнйо» випустив останню за день ескадрилью, яка складалася з чотирьох бомбардувальників і шести Zero.
Після кількох технічних проблем о 14:45 USS «Нортгемптон» почав повільно буксирувати «Хорнет», екіпаж якого збирався відновити частину силової установки. Однак друга хвиля «Дзюнйо» прибула о 15:20 і атакувала майже нерухомий авіаносець. О 15:23 торпеда вразила «Хорнет» і знищила двигун. Вода почала надходити, і корабель швидко набрав кут крену 14°. Без електрики для відкачування води «Хорнет» вважався втраченим, а екіпаж покинув корабель. В цей час корабель атакувала третя хвиля з «Дзюнйо», і інша бомба влучила в корабель. Весь екіпаж був евакуйований о 16:27, а остання японська атака цього дня скинула додаткову бомбу на тонучий авіаносець о 17:20.
Есмінцям «Мастін» і «Андерсон» було наказано затопити «Хорнет» вогнем з гармат і торпед, а решта американських кораблів відступили на південний схід, щоб уникнути наближення японського флоту. Оскільки японські кораблі були лише за кілька десятків кілометрів, два американські есмінці покинули палаючий корпус «Хорнета» о 20:40. Коли флотилії Кондо та Абе прибули до «Хорнета» о 22:20, вони вважали його надто пошкодженим і не намагалися його захопити. Есмінці «Акігумо» та «Макігумо» добили авіаносець чотирма 610-мм торпедами, який зрештою затонув о 1:35 ранку 27 жовтня 1942 року. Численні нічні атаки оснащених радарами Каталін на «Дзюнйо» і Терудзукі, наступ, досягнутий американцями під час відступу, і нестача палива, очевидно, змусили японців не переслідувати американські кораблі. Після дозаправки на північних Соломонових островах кораблі повернулися на свою базу в Трук 30 жовтня. Під час відступу до Еспіріту-Санто та Нової Каледонії «Саут Дакота» зіткнувся з есмінцем «Мехен», який був серйозно пошкоджений.

## Наслідки
Японці претендували на перемогу, стверджуючи, що вони затопили три американські авіаносці, лінкор, крейсер, есмінець та «невстановлений корабель» на додаток до знищення 79 літаків та більшої кількості, зруйнованої під час затоплення авіаносців. Насправді американці втратили лише один авіаносець «Хорнет» та есмінець «Портер». «Ентерпрайз» був сильно пошкоджений, також сильних пошкоджень зазнали лінійний корабель «Саут Дакота» легкий крейсер «Сан-Хуан» та есмінці «Сміт» та «Мехен». З 175 американських літаків, що були на початку битви, 81 було втрачено з різних причин (33 винищувачі, 28 пікірувальних бомбардувальники та 20 бомбардувальників з торпедами). Для порівняння, три японські кораблі, авіаносці «Сьокаку» та «Дзуйхо» та важкий крейсер «Тікума», були сильно пошкоджені та вимагали значного ремонту. З 203 японських літаків на початку протистояння 99 були втрачені.
Загибель «Хорнета» було драматичною втратою для союзних сил у Південному Тихому океані, оскільки був лише один оперативний авіаносець союзників, але пошкоджений для всього Тихоокеанського театру. «Ентерпрайз», однак, був предметом тимчасового ремонту в Новій Каледонії, і, хоча пошкоджений, він зміг приєднатися до півдня Соломонових островів через два тижні, щоб взяти участь у військово-морському бою в Гуадалканалі, де він відіграв головну роль у цьому протистоянні, яке було вирішальним військово-морським зіткненням кампанії на Гуадалканалі.
З точки зору затоплених кораблів, битва була японською перемогою, але останні заплатили велику ціну. Двоє пошкоджених авіаносців були змушені повернутися до Японії, щоб пройти значний ремонт. Після цього «Дзуйхо» повернувся до Трука наприкінці лютого 1943 року. «Сьокаку» залишився в Японії до березня 1943 року і не повернувся на фронт до липня 1943 року, коли він приєднався до «Дзуйкаку» в Труці.
Однак втрата багатьох пілотів була найбільш згубним елементом для японського флоту. Американці втратили 81 літак, але лише 26 пілотів та членів екіпажу під час битви. Зі свого боку, японці втратили 99 літаків та 148 персоналу, включаючи 68 пілотів, з яких багато лідерів ескадрилей. Загинуло49 % пілотів бомбардувальників-торпедувальників, які брали участь у битві, а також 39 % пілотів пікіруючих бомбардувальників та 20 % пілотів винищувачів. Японці втратили більше пілотів під час битви на островах Санта-Крус, ніж в попередніх аеронавальних зіткненнях у Кораловому морі (90), біля Мідвею (110) та у східних Соломонових островах (61). Після битви на островах Санта-Крус щонайменше 409 із 765 досвідчених японських пілотів, які брали участь у нападі на Перл-Харбор, були мертвими. Японці втратили стільки чоловіків, що авіаносці «Дзуйкаку» та «Хійо» також були змушені повернутися до Японії, оскільки не було більше досвідчених пілотів, щоб озброїти їхні ескадрильї. Адмірал Наґумо, після того, як його звільнили та призначили в командування портами в Японії, написав у своєму звіті до генерального штабу комбінованого флоту:

«Ця битва була тактичною перемогою, але руйнівною стратегічною поразкою для Японії. Враховуючи велику промислову перевагу нашого ворога, ми повинні повністю вигравати в кожній битві, щоб перемогти в цій війні. Остання, хоч і це була перемога, не була повною перемогою».

Втративши велику кількість своїх ветеранських екіпажів і без можливості їх швидко замінити через обмежений навчальний потенціал та відсутність досвідченого резерву, Японія не змогла продовжити цей успіх і здобути вирішальну аеронавальну перемогу перед тим як промислова потужність США зробила цю мету недосяжною. Навіть якщо вони приєдналися до Трук влітку 1943 року, японські авіаносці більше не відігравали жодної наступальної ролі в кампанії Соломонових островів. Таким чином, історик Ерік М. Хаммель описав протистояння:

"Санта-Крус був японською перемогою. Ця перемога коштувала Японії її останню найкращу надію на перемогу у війні ".

## Виноски
1. ↑  Лінкор USS North Carolina та есмінець USS O'Brien також були торпедовані під час тієї ж атаки. Перший залишався на ремонті в Перл-Харборі до 16 листопада 1942 року, а другий швидко затонув